# ケヴィン・スペイシー
ケヴィン・スペイシー・ファウラー（Kevin Spacey Fowler, 1959年7月26日 - ）は、アメリカ合衆国の俳優。1990年代中ごろからは脚本家・映画監督・プロデューサーとしても活動している。
2004年から11年間にわたってロンドンのオールド・ヴィック・シアターの芸術監督を務めるなど演劇界でも活躍したが、2017年以降は未成年に対する性加害の告発と訴追が相次いで表舞台から遠ざかった。2023年のイギリスにおける刑事訴訟の無罪判決などを受け、ヨーロッパを中心に小規模ながら活動を再開しつつある。

## 来歴
ニュージャージー州サウスオレンジにて、3人兄弟の末っ子として生まれる。1963年に南カリフォルニアに転居。ノースリッジ軍人学校に通うも、喧嘩（同級生にタイヤを投げつけた）が原因で退学。ロサンゼルスの高校に転入したころから本格的に俳優への道を志すようになる。一時期、スタンダップ・コメディアンとして活動したのち、1979年にニューヨークへ渡り、ジュリアード学院に入学するが2年で中退。1981年にシェイクスピア・フェスティバルで舞台デビューした。
1986年には『心みだれて』で映画デビューを果たすと、1991年にはニール・サイモン作の舞台『ロスト・イン・ヨンカーズ』でトニー賞を受賞。歌・ダンス・演技の全てをそつなくこなす俳優として次第に業界関係者の注目を集めるようになる。
1995年に『セブン』の演技で注目を浴び、同年の『ユージュアル・サスペクツ』でアカデミー助演男優賞をはじめとして数多くの映画賞を受賞し、映画俳優としての地位を確固たるものとした。1999年には『アメリカン・ビューティー』でアカデミー主演男優賞を受賞。同年にはユージン・オニール作の舞台『氷人来る』への出演も話題になった。
2004年の映画『ビヨンド the シー 夢見るように歌えば』では、監督・製作・脚本・出演の4役を務めた。ロンドンのオールド・ヴィック・シアターの芸術監督を、2004年から2015年まで務めた。
2006年公開の『スーパーマン リターンズ』では、かつてジーン・ハックマンが演じた悪役レックス・ルーサーをハックマンと見まがうほど、役に入り込み演じたことで批評家・観衆双方の絶賛を得た。
モノマネが得意で、これまでアル・パチーノ、クリストファー・ウォーケン、ジャック・レモン、ビル・クリントンなどのモノマネを披露したことがある。
2015年、名誉ナイトとして第2位のKBE (Knight Commander of the Order) を受勲。

## 性加害の告発と訴訟
2017年10月、俳優のアンソニー・ラップが14歳の時にスペイシーから性加害を受けたと告発した。これを発端に、多くの人物が次々と同様の告発を行った。
告発の結果、Netflixはスペイシーとの一切の関係を打ち切り、主演映画『Gore』の配信を中止。主演ドラマ『ハウス・オブ・カード』シーズン6のキャストからもスペイシーを外した（彼が演じたフランシス・アンダーウッドは死亡した設定となった）。撮影を終えて公開間近であった映画『ゲティ家の身代金』は、クリストファー・プラマーが代役に立てられ、スペイシーの全出演シーンが撮り直された。
2018年公開の映画『ビリオネア・ボーイズ・クラブ』は、告発より前の2016年に完成していたこともあり、性加害を容認しない旨とキャスト・スタッフの努力を届けたいという思いを配給側が発表した上で、スペイシーの出演シーンに手を加えず公開に踏み切った。
2018年12月、スペイシーは自身の公式YouTubeチャンネルに動画を投稿、みずから登場して疑惑を否定した。パトリシア・アークエット、エレン・バーキン、ジョン・ファヴロー、ロブ・ロウらがTwitter上で反応を示し、動画は1000万回以上再生された。
同月、当時18歳の男性への強制わいせつ容疑で刑事告訴された。しかし翌2019年7月に被害者証言の不在を理由に告訴は取り下げられた。この男性はのちに民事裁判でも訴えていたが、結局訴えを取り下げている。
また、イギリスで男性4人に対する9件の性犯罪容疑についても刑事訴追を受けたが、2023年7月26日、サザーククラウン裁判所の陪審は全ての罪状に対して無罪評決を下した。

## 私生活
結婚歴は一度もない。セクシャリティを含む私生活についてはほとんど明かしていなかったため、ゲイではないかと長年にわたり指摘され続けていたが、本人は否定していた。
しかしながら2017年10月、1986年に14歳のアンソニー・ラップに性的暴行を加えたとラップ本人から告発された。この件を「深く酔っていて覚えていない」としながらも謝罪し、同時にゲイであるとカミングアウトした。
このカミングアウトに対しては「同性愛とペドフィリアの間に何らかの関係があるという偏見を強化した」「セクハラ告発から注目をそらすための巧妙な策だ」という主旨の批判が同業者及びLGBT関係者から殺到した。
その後、15人もの告発者がスペイシーに同様の行為を強要されたと告発した。
高校ではメア・ウィニンガム、ヴァル・キルマーと同級生だった。在学中にメアがマリア役、スペイシーがトラップ大佐役で『サウンド・オブ・ミュージック』を上演したこともある。

## フィルモグラフィ

### 出演

#### 映画
| 公開年 | 邦題 原題                                                           | 役名                              | 備考                                                       | 吹き替え                                                                                      |
| ------ | ------------------------------------------------------------------- | --------------------------------- | ---------------------------------------------------------- | --------------------------------------------------------------------------------------------- |
| 1986   | 心みだれて Heartburn                                                | 地下鉄泥棒                        | カメオ出演                                                 |                                                                                               |
| 1988   | ジブラルタル号の出帆 Rocket Gibraltar                               | ドウェイン・ハンソン              |                                                            |                                                                                               |
| 1988   | ワーキング・ガール Working Girl                                     | ボブ・スペック                    |                                                            | 千田光男（ソフト版） 仲木隆司（テレビ朝日版）                                                 |
| 1989   | 見ざる聞かざる目撃者 See No Evil, Hear No Evil                      | キルゴ                            |                                                            | 大塚明夫                                                                                      |
| 1989   | 晩秋 Dad                                                            | マリオ                            |                                                            | 村山明（VHS版） 福田信昭（TV版）                                                              |
| 1990   | テロリストを撃て! A Show of Force                                   | フランク                          |                                                            |                                                                                               |
| 1990   | ヘンリー&ジューン/私が愛した男と女 Henry & June                     | リチャード・オズボーン            |                                                            |                                                                                               |
| 1992   | 摩天楼を夢みて Glengarry Glen Ross                                  | ジョン・ウィリアムソン            |                                                            | 野島昭生                                                                                      |
| 1992   | 隣人 Consenting Adults                                              | エディ・オーティス                |                                                            | 石塚運昇（ソフト版） 菅生隆之（テレビ東京版）                                                 |
| 1994   | 白銀に燃えて Iron Will                                              | ハリー・キングスレイ              |                                                            | 菅生隆之                                                                                      |
| 1994   | サイレントナイト/こんな人質もうこりごり The Ref                     | ロイド                            |                                                            |                                                                                               |
| 1994   | ザ・プロデューサー Swimming with Sharks                             | バディ・アッカーマン              | 兼製作                                                     | 大塚明夫                                                                                      |
| 1995   | ユージュアル・サスペクツ The Usual Suspects                         | ロジャー・キント（ヴァーバル）    | アカデミー助演男優賞 受賞                                  | 黒沢良（ソフト版） 田中秀幸（テレビ東京版）                                                   |
| 1995   | アウトブレイク Outbreak                                             | ケイシー・シュラー少佐            |                                                            | 仲野裕（ソフト版） 牛山茂（日本テレビ版）                                                     |
| 1995   | セブン Se7en                                                        | ジョン・ドゥ                      | MTVムービー・アワード 悪役賞 受賞                          | 野沢那智（ソフト版） 小川真司（フジテレビ版） 磯部勉（テレビ東京版） 田中秀幸（テレビ朝日版） |
| 1996   | リチャードを探して Looking for Richard                              |                                   | ドキュメンタリー                                           | 伊藤和晃                                                                                      |
| 1996   | 評決のとき A Time to Kill                                           | ルーファス・バックリー            |                                                            | 池田勝（ソフト版） 羽佐間道夫（フジテレビ版）                                                 |
| 1997   | L.A.コンフィデンシャル L.A. Confidential                            | ジャック・ヴィンセンス            |                                                            | 田中秀幸（ソフト版） 江原正士（フジテレビ版）                                                 |
| 1997   | 真夜中のサバナ Midnight in the Garden of Good and Evil              | ジム・ウィリアムズ                |                                                            | 池田勝                                                                                        |
| 1998   | 交渉人 The Negotiator                                               | クリス・セイビアン                |                                                            | 家中宏（ソフト版） 大塚芳忠（テレビ朝日版）                                                   |
| 1998   | バグズ・ライフ A Bug's Life                                         | ホッパー                          | 声の出演                                                   | 壤晴彦                                                                                        |
| 1998   | キャスティング・ディレクター Hurlyburly                             | ミッキー                          |                                                            |                                                                                               |
| 1999   | アメリカン・ビューティー American Beauty                            | レスター・バーナム                | アカデミー主演男優賞 受賞 英国アカデミー賞 主演男優賞 受賞 | 寺泉憲（ソフト版） 木下浩之（TBS版）                                                          |
| 1999   | ビッグ・チャンス The Big Kahuna                                     | ラリー・マン                      | 兼製作                                                     | 内田直哉                                                                                      |
| 2000   | 私が愛したギャングスター Ordinary Decent Criminal                   | マイケル・リンチ                  |                                                            | 安原義人                                                                                      |
| 2000   | ペイ・フォワード 可能の王国 Pay It Forward                          | ユージーン・シモネット            |                                                            | 田原アルノ                                                                                    |
| 2001   | 光の旅人 K-PAX K-PAX                                                | プロート                          |                                                            | 石塚運昇                                                                                      |
| 2001   | シッピング・ニュース The Shipping News                              | クオイル                          |                                                            | 寺杣昌紀                                                                                      |
| 2002   | オースティン・パワーズ ゴールドメンバー Austin Powers in Goldmember |                                   | カメオ出演                                                 |                                                                                               |
| 2003   | ライフ・オブ・デビッド・ゲイル The Life of David Gale               | デビッド・ゲイル                  |                                                            | 宮本充                                                                                        |
| 2004   | ビヨンド the シー 夢見るように歌えば Beyond the Sea                 | ボビー・ダーリン                  | 兼監督・脚本・製作                                         | 森田順平                                                                                      |
| 2004   | 16歳の合衆国 The United States of Leland                            | アルバート・T・フィッツジェラルド | 兼製作                                                     | 原康義                                                                                        |
| 2005   | F.R.A.T./戦慄の武装警察 Edison Force                                | ウォレス                          |                                                            | 大塚芳忠                                                                                      |
| 2006   | スーパーマン リターンズ Superman Returns                            | レックス・ルーサー                |                                                            | 石塚運昇                                                                                      |
| 2007   | ブラザーサンタ Fred Claus                                           | クライド                          |                                                            | 石塚運昇                                                                                      |
| 2008   | ラスベガスをぶっつぶせ 21                                           | ミッキー・ローザ                  | 兼製作                                                     | 田中秀幸                                                                                      |
| 2009   | 精神科医ヘンリー・カーターの憂欝 Shrink                             | ヘンリー・カーター                | 兼製作                                                     | （吹き替え版なし）                                                                            |
| 2009   | 月に囚われた男 Moon                                                 | ガーティの声                      | 声の出演                                                   | 石塚運昇                                                                                      |
| 2009   | ヤギと男と男と壁と The Men Who Stare at Goats                       | ラリー・ホッパー                  |                                                            | 大塚芳忠                                                                                      |
| 2010   | ロビイストの陰謀 Casino Jack                                        | ジャック・エイブラモフ            |                                                            | （吹き替え版なし）                                                                            |
| 2010   | Father of Invention                                                 | Robert Axle                       |                                                            | N/A                                                                                           |
| 2011   | ジャスト・ア・ヒーロー 形影不离                                     | チャック                          | 第7回大阪アジアン映画祭で『離れられない』の邦題で上映      |                                                                                               |
| 2011   | マージン・コール Margin Call                                        | サム・ロジャース                  |                                                            | 石原辰巳                                                                                      |
| 2011   | モンスター上司 Horrible Bosses                                      | デイヴ・ハーケン                  |                                                            | 仲野裕                                                                                        |
| 2012   | エンベロープ Envelope                                               | エフゲニー・ペトロフ              | 短編映画                                                   |                                                                                               |
| 2014   | モンスター上司2 Horrible Bosses 2                                   | デイヴ・ハーケン                  |                                                            | 仲野裕                                                                                        |
| 2015   | エルヴィスとニクソン 〜写真に隠された真実〜 Elvis & Nixon           | リチャード・ニクソン              |                                                            | （吹き替え版なし）                                                                            |
| 2016   | メン・イン・キャット Nine Lives                                     | トム・ブランド                    | [ 28 ]                                                     | 仲野裕                                                                                        |
| 2017   | ライ麦畑の反逆児 ひとりぼっちのサリンジャー Rebel in the Rye        | ウィット・バーネット              |                                                            | 仲野裕                                                                                        |
| 2017   | ベイビー・ドライバー Baby Driver                                    | ドク                              |                                                            | 石塚運昇                                                                                      |
| 2017   | ゲティ家の身代金 All the Money in the World                         | ジャン・ポール・ゲティ            | ※のちに降板                                                | N/A                                                                                           |
| 2018   | ビリオネア・ボーイズ・クラブ Billionaire Boys Club                  | ロン・レヴィン                    |                                                            | 仲野裕                                                                                        |
| TBA    | L'uomo Che Disegno Dio                                              | 警察官                            |                                                            |                                                                                               |

#### テレビシリーズ
| 放映年    | 邦題 原題                                                  | 役名                                   | 備考              | 吹き替え |
| --------- | ---------------------------------------------------------- | -------------------------------------- | ----------------- | -------- |
| 1988      | ダーティ・ブル Wiseguy                                     | Mel Profitt                            | 計7話出演         |          |
| 1988      | 七十年目の審判 The Murder of Mary Phagan                   | ウェス・ブレント                       | ミニシリーズ      |          |
| 1990      | 告発弁護人 Darrow                                          | クラレンス・ダロウ                     | テレビ映画        |          |
| 1994      | ブラック・プロジェクト/アメリカを震撼させた男 Doomsday Gun | ジム・プライス                         | テレビ映画        |          |
| 2008      | リカウント Recount                                         | ロン・クレイン                         | テレビ映画        |          |
| 2013-2017 | ハウス・オブ・カード 野望の階段 House of Cards             | フランシス・“フランク”・アンダーウッド | 兼製作総指揮 主演 | 石塚運昇 |

#### ゲーム
| 発売年 | 邦題 原題                                                                        | 役名                   | 備考 | 吹き替え |
| ------ | -------------------------------------------------------------------------------- | ---------------------- | ---- | -------- |
| 2014   | コール オブ デューティ アドバンスド・ウォーフェア Call of Duty: Advanced Warfare | ジョナサン・アイアンズ |      | 大塚芳忠 |

### 監督・製作
| 公開年 | 邦題 原題                                           | 担当             | 備考   |
| ------ | --------------------------------------------------- | ---------------- | ------ |
| 1994   | ザ・プロデューサー Swimming with Shark              | 共同製作         | 兼出演 |
| 1997   | アルビノ・アリゲーター Albino Alligator             | 監督             |        |
| 1999   | ビッグ・チャンス The Big Kahuna                     | 製作             | 兼出演 |
| 2000   | ダイヴ Interstate 84                                | 製作総指揮       |        |
| 2002   | 16歳の合衆国 The United States of Leland            | 製作             | 兼出演 |
| 2004   | ビヨンド the シー 夢見るように歌えば Beyond the Sea | 監督・脚本・製作 | 兼出演 |
| 2006   | パラダイス・ロスト Mini's First Time                | 製作             |        |
| 2006   | バーナード・アンド・ドリス Bernard and Doris        | 製作総指揮       |        |
| 2008   | ラスベガスをぶっつぶせ 21                           | 製作             | 兼出演 |
| 2008   | ファイナル・ミッション Columbus Day                 | 製作             |        |
| 2009   | 精神科医ヘンリー・カーターの憂欝 Shrink             | 製作             | 兼出演 |
| 2009   | ファンボーイズ Fanboys                              | 製作             |        |
| 2010   | ソーシャル・ネットワーク The Social Network         | 製作総指揮       |        |
| 2011   | SAFE/セイフ Safe                                    | 製作総指揮       |        |
| 2013   | キャプテン・フィリップス Captain Phillips           | 製作総指揮       |        |
| 2017   | マンハント Manhunt: Unabomber                       | 製作総指揮       |        |

## 日本語吹き替え
主に担当しているのは、以下の三人である。
石塚運昇
『隣人』（ソフト版）で初担当。2018年に亡くなるまで大半の作品を吹き替え、「スペイシーの声」として知られていた。
仲野裕
『アウトブレイク』（ソフト版）で初担当。当初、同作のみの担当となっていたが『モンスター上司』で再登板。以降、上述の石塚に代わる形で多く吹き替えを担当している。
田中秀幸
『L.A.コンフィデンシャル』（ソフト版）で初担当。『セブン』（日曜洋画劇場版）など主に初期の代表作を多数担当し、持ち役として知られている。
このほかにも、大塚芳忠、大塚明夫、菅生隆之、池田勝なども複数回、声を当てている。